# Светско финансијско тржиште
Светско финансијско тржиште је скуп свих мањих или већих међународних тржишта новца и новчаног капитала, при чему се под међународним тржиштем сматра само оно финансијско тржиште, које је доступно сваком учеснику, независно са ког простора потиче и врсте финансијских потреба које има. То је збир укупуне понуде и потражње новчаног капитала, укључујући и разноврсне сегменте који настају између појединих националих финансијских тржишта и који интерактивно утичу на функционисање домицилних финансијских тржишта.
Светско финансијско тржиште је најликвидније и највеће тржиште, са дневним прометом од око 5 трилиона долара. На њему, у сваком тренутку, милиони људи, широм света тргују стотинама различитих финансијских инструмената, као што су:
- валуте (евродолар, евројен, еврофунта)
- роба (злато, нафта, сребро, шлатина, кукуруз, пшеница, кафа)
- акције предузећа (Гугл, Епл, Микрософт) ...
- индекси

Заправо, на светском финансијском тржишту се не тргује физичким производима, већ њиховим ценама, а добит се може остварити, како приликом њиховог раста, тако и приликом опадања цена, у зависности од тога да ли се одређени инструмент купује или продаје.
С обзиром се пружа могућност остваривања велике добити (15-25%), овај облик пословања је постао веома популаран за улагаче. 